# MicroHobby
MicroHobby fue una revista española de informática dedicada al ordenador Sinclair ZX Spectrum. Fue publicada por HobbyPress durante varios años de forma regular, desde noviembre de 1984 hasta enero de 1992. Un nuevo número especial salió en abril de 2007. En julio de 2025 se anuncia la vuelta de la mítica revista, continuando con la antigua numeración.

## Números
Se publicaron 217 ejemplares regulares a lo largo de las tres épocas de la revista.
Publicación extra en 2007.
También se publicaron 20 ejemplares extra durante la primera época de la revista.
- Primera época: tirada semanal, del número 1 hasta el número 160.
- Segunda época: tirada quincenal, del número 161 hasta el número 183.
- Tercera época: tirada mensual, del número 184 hasta el número 217.
- Número 218, Especial 25 Aniversario, publicado en abril de 2007.
- 7 números de "MicroHobby especial" en la primera época:

Especial n.º 1 publicado entre los números 50 y 51. Especial n.º 2 publicado entre los números 67 y 68. Especial n.º 3 publicado entre los números 80 y 81. Especial n.º 4 publicado entre los números 96 y 97. Especial n.º 5 publicado entre los números 105 y 106. Especial n.º 6 publicado entre los números 131 y 132. Especial n.º 7 publicado entre los números 155 y 156.
- 13 números de "MicroHobby Cassette", de tirada mensual, durante la primera época.

Desde marzo de 1985 hasta marzo de 1986.

### Software
En los primeros números, como muchas revistas del sector, era habitual encontrar programas BASIC muy sencillos (casi siempre minijuegos o trucos) para copiar en el ordenador. Sin embargo no tardaron en evolucionar rápidamente hacia el código máquina e incluso desarrollar software propio (como el Cargador Universal de Código Máquina, CUCM) para ayudar a los lectores a ejecutar los programas. Así, MicroHobby se convirtió rápidamente en la revista popular de ordenadores más avanzada del país en este aspecto.
Llegaron a publicar un par de libros para aprender BASIC (Título: MicroBasic, Basic Sinclair - Autor: Rafael Prades Rodríguez) y otro de lenguaje ensamblador (Título: Código Máquina del ZX-Spectrum - Autor: Jesús Alonso Rodríguez), así como unas microfichas que describían con muchísima precisión el funcionamiento interno del Sinclair ZX Spectrum, tanto del microprocesador como del resto de componentes.
Esto contribuyó en gran manera a crear una cantera de programadores en España, ya que las colaboraciones de los lectores adquirieron rápidamente un gran nivel.

### Hardware
MicroHobby fue probablemente la única revista para ordenadores de 8 bits que se atrevía a incluir montajes de hardware, terreno normalmente reservado a las, por aquella época relativamente abundantes, revistas de electrónica.
Durante la publicación se incluyeron algunos montajes para ampliar el Spectrum: cambiar ROM por EPROM, crear una emisora de televisión, construir un palanca de mando y un pokeador automático, entre otros. Este hardware, por lo general de gran calidad, ya que era diseñado por auténticos expertos (Primitivo de Francisco Muñoz), se podía comprar ya montado a la propia revista.

### Extras
En las dos primeras épocas no era habitual que los programas vinieran en cinta, y cuando lo hacían se vendían aparte de la revista.
Las revistas de la última época venían acompañadas de una cinta de casete que incluía los programas listados en el interior de la revista, aunque en ocasiones traían programas y juegos de gran extensión, generalmente inéditos y realizados por lectores de la revista. Como curiosidad, las portadas de las cintas venían impresas en el interior de la revista, siendo necesario recortarlas.
Es probable que esta decisión de incluir cintas se tomara ya que los programas de los lectores cada vez eran más sofisticados y largos, llegando un momento en el que páginas y páginas de la revista se llenaban de código hexadecimal para el CUCM, restando espacio para otras secciones.

### Secciones destacables
Aparte de las secciones dedicadas al repaso de juegos o a POKEs, había algunas que merece la pena destacar:
- Las portadas de la revista destacaban por su calidad y cuidado diseño, ilustradas por José María Ponce.
- "Aula Spectrum" era el sueño de muchos padres que compran su primer ordenador a su hijo, para que le ayude en sus estudios, pues aquí aparecían diversos programas que contenían parte de asignaturas.
- "Los Justicieros del Software" fue una sección en la que se puntuaba algún juego, en los que los propios lectores de la revista eran los que puntuaban el juego, dando una pequeña descripción del por qué de la nota.
- "El Mundo de la Aventura" y "El Viejo Archivero", introducidas al principio de la segunda época, fueron quizá las secciones más queridas por muchos de sus lectores, ya que desde ellas Andrés Samudio introdujo el mundo de la aventura conversacional en España.